# Maria Happel

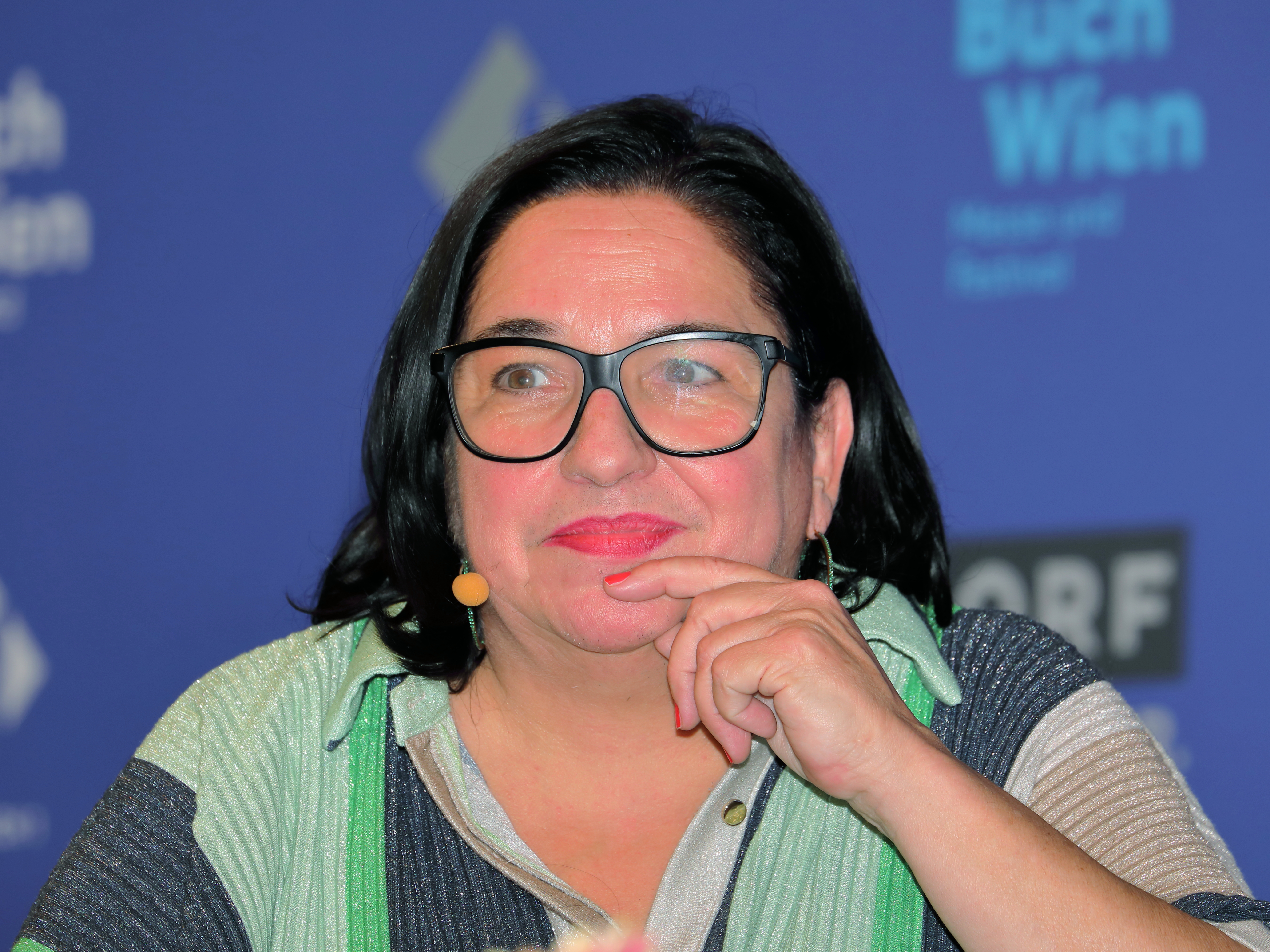
Maria Happel (2023)

Maria Happel (* 16. Oktober 1962 in Elsenfeld im Spessart) ist eine deutsche Schauspielerin und Regisseurin.

## Leben
Maria Happel absolvierte ihre Schauspielausbildung an der Schauspielschule Bühnenstudio bei Hedi Höpfner in Hamburg. Ihre Karriere begann an den Schauspielhäusern in Bremen (wo sie auch die Rolle der Édith Piaf spielte), Köln und Hannover, bevor Claus Peymann sie 1991 ans Wiener Burgtheater holte. Im Jahr 2000 folgte sie Claus Peymann zunächst ans Berliner Ensemble, bevor sie zur Spielzeit 2002/03 wieder ans Burgtheater zurückkehrte. Dem Berliner Ensemble blieb sie aber durch regelmäßige Gastauftritte stets weiter verbunden. Happel hat sich nie auf ein Rollenfach festlegen lassen: Sie spielt mit großem Erfolg sowohl tragische als auch komische Rollen.
Neben der Schauspielerei entdeckte Maria Happel auch die Regie für sich. Anfangs überwiegend bei den Festspielen Reichenau, später auch am Burgtheater, inszenierte sie einige Stücke selbst – und spielte zum Teil auch selbst mit. Daneben ist Maria Happel eine versierte Hörspielsprecherin. 2005 wurde sie für ihre Verdienste in dieser Sparte mit der Auszeichnung Schauspielerin des Jahres ausgezeichnet. Auch musikalisch ist Happel sehr versiert, sie spielt Orgel und Klavier und ist ausgebildete Mezzosopranistin. 1995 gestaltete sie im Akademietheater mit großem Erfolg einen Edith-Piaf-Liederabend. Seit 2015 ist sie in dieser Rolle in Spatz und Engel im Burgtheater zu sehen. Auch in der Dreigroschenoper war sie zwei Mal zu sehen: 1996 als Polly Peachum unter der Regie von Paulus Manker und 2006 als Spelunkenjenny unter der Regie von Klaus-Maria Brandauer.

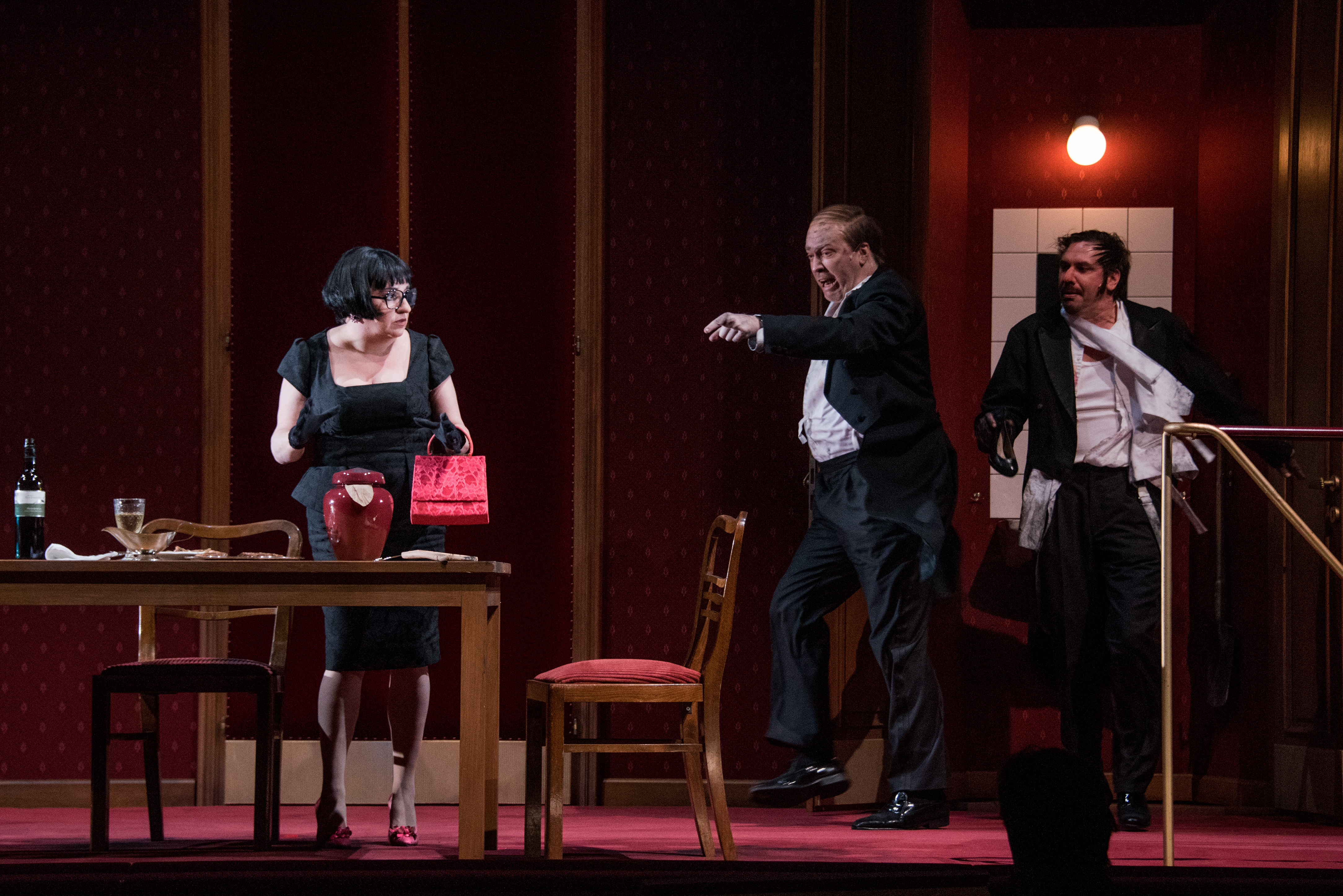
Maria Happel mit Nicholas Ofczarek und Michael Maertens in Die Affäre Rue de Lourcine am Burgtheater, 2015

Die schauspielerischen Erfolge Happels spiegeln sich auch in den ihr verliehenen Preisen wider: 1999 wurde sie mit der Kainz-Medaille der Stadt Wien (dem Vorgänger des heutigen Nestroy-Theaterpreises) für ihre Darstellung der Irmi in Die Eingeborene und für ihre Interpretation der Franziska in Minna von Barnhelm geehrt. Im Jahr 2003 erhielt sie den Nestroy-Theaterpreis als Beste Schauspielerin für ihre Rolle als Maria Planck in dem Stück Das Leben der Plancks. 2016 erhielt sie den Nestroy-Publikumspreis.
Maria Happel hat sich im Wesentlichen dem Theater verschrieben. 2010 spielte sie unter der Regie von Doris Dörrie in der ZDF-Serie Klimawechsel. 2018 lief die erste Folge von Dennstein & Schwarz in ORF und ARD.
Happel ist Schauspielerin am Wiener Burgtheater. Ihr wurde im Oktober 2016 der Titel der Kammerschauspielerin verliehen.
2013 galt Happel zeitweilig als eine der Favoritinnen für die Intendanz des Wiener Volkstheaters. Ende November 2013 wurde jedoch Anna Badora als Volkstheater-Direktorin erkoren.
2018 wurde Maria Happel für eine Romy für die Rolle als Gerichtsmedizinerin Franziska Beck in der ORF-Reihe SOKO Donau als Beliebteste Schauspielerin Serie/Reihe nominiert.
Maria Happel unterrichtet das Fach Rollengestaltung am Max Reinhardt Seminar in Wien. Im Mai 2020 wurde sie zur Leiterin des Reinhardt-Seminars ernannt, nachdem sie im März 2020 interimistisch die künstlerische Leitung neben Ulrike Sych übernommen hatte. Ihre Stellvertreterin wurde Annette Matzke. Im Juni 2023 trat Happel nach Vorwürfen von Studierenden als Leiterin des Max-Reinhardt-Seminars zurück. Von Rektorin Ulrike Sych wurde ein Team zur Klärung der Vorwürfe eingesetzt, in dem Bericht dieses Teams wurde Happel in weiten Teilen entlastet.
Im Juli 2021 wurde Maria Happel als Nachfolgerin von Peter Loidolt und Renate Loidolt als künstlerische Leiterin der Festspiele Reichenau vorgestellt.
Happel ist mit ihrem Kollegen Dirk Nocker verheiratet. Das Paar hat zwei Töchter und lebt in Wien. Tochter Paula Nocker (* 1997) wurde ebenfalls Schauspielerin.

## Theater

### Burgtheater Wien
- 1992: Die Stunde, da wir nichts voneinander wussten von Peter Handke, Regie: Claus Peymann
- 1993: Liliom von Ferenc Molnár – Marie – Regie: Paulus Manker
- 1993: Der kaukasische Kreidekreis von Bertolt Brecht – Grusche Vachnadze – Regie: Ruth Berghaus
- 1994: Peer Gynt von Henrik Ibsen, Regie: Claus Peymann
- 1994: Raststätte oder sie machen uns alle von Elfriede Jelinek – Claudia – Regie: Claus Peymann
- 1995: Hexenjagd von Arthur Miller – Abigail Williams – Regie: Karin Henkel
- 1995: Edith-Piaf-Liederabend, Regie: Maria Happel
- 1996: Die Dreigroschenoper von Bertolt Brecht und Kurt Weill – Polly Peachum – Regie: Paulus Manker
- 1996: Orpheus in der Unterwelt von Hector Crémieux – Diana – Regie: Adolf Dresen
- 1997: Szenen einer Ehe von Ingmar Bergman – Katarina Egermann – Regie: Dieter Giesing
- 1997: Der Diener zweier Herren von Carlo Goldoni – Smeraldina – Regie: Achim Freyer
- 1998: Wunschkonzert von Franz Xaver Kroetz – Fräulein Rasch
- 1998: Bibapoh – Mozarts Il Re pastore folgend von Franzobel – Elisa – Regie: Uwe-Eric Laufenberg
- 1999: Minna von Barnhelm von Gotthold Ephraim Lessing – Franziska – Regie: Jens-Daniel Herzog
- 1999: Die Eingeborene von Franz Xaver Kroetz – Irmi – Regie: Achim Freyer
- 2001: Hamlet von William Shakespeare – Gertrud – Regie: Klaus Maria Brandauer
- 2003: Die Zeit der Plancks von Sergi Belbel – Maria Planck – Regie: Philip Tiedemann
- 2003: Vor Sonnenuntergang von Gerhart Hauptmann – Bettina Clausen – Regie: Sebastian Hartmann
- 2003: Der Unbestechliche von Hugo von Hofmannsthal – Hermine – Regie: Thomas Langhoff
- 2004: Salome von Oscar Wilde/Gerhard Rühm – Herodias – Regie: Dimiter Gotscheff
- 2004: Die Macht der Gewohnheit von Thomas Bernhard – Enkelin – Regie: Philip Tiedemann
- 2005: Das Orchester von Jean Anouilh, mit Zwischentönen von Bernhard Studlar, Regie: Maria Happel
- 2005: Zu ebener Erde und erster Stock oder die Launen des Glücks von Johann Nepomuk Nestroy – Salerl – Regie: Anselm Weber
- 2006: Arsen und Spitzenhäubchen von Joseph Kesselring – Elaine Harper, Tochter des Pfarrers – Regie: Barbara Frey
- 2007: Ein Sommernachtstraum von William Shakespeare – Puck und Philostrat – Regie: Theu Boermans
- 2007: Der Sturm von William Shakespeare – Caliban – Regie: Barbara Frey
- 2008: Der Gott des Gemetzels von Yasmina Reza – Véronique Houillé – Regie: Dieter Giesing
- 2008: Ende gut, alles gut von William Shakespeare – Gräfin, Erster Edelmann, Herzog, Diana – Regie: Niklaus Helbling
- 2009: Faust von Johann Wolfgang von Goethe – Marthe – Regie: Matthias Hartmann
- 2010: Richard II. von William Shakespeare – Herzogin von Gloster, Herzogin von York, ein Fräulein – Regie: Claus Peymann
- 2010: Was ihr wollt von William Shakespeare – Maria – Regie: Matthias Hartmann
- 2013: Der Talisman von Johann Nestroy – Constantia – Regie: David Bösch
- 2013: Der böse Geist Lumpazivagabundus von Johann Nestroy – Fortuna, Gertraud, Signora Palpiti – Regie: Matthias Hartmann
- 2013: Spatz und Engel von Daniel Große Boymann, Thomas Kahry – Edith Piaf – Regie: Matthias Hartmann
- 2013: Mutter Courage und ihre Kinder von Bertolt Brecht – Anna Fierlinger – Regie: David Bösch
- 2014: Die Affäre Rue de Lorraine von Eugène Marin Labiche – Norine, Lenglumés Frau – Regie: Barbara Frey

### Berliner Ensemble
- 1996: Der aufhaltsame Aufstieg des Arturo Ui von Bertolt Brecht, Regie: Heiner Müller
- 2000: Richard II. von William Shakespeare – Herzogin von Gloster – Regie: Claus Peymann
- 2000: Der Ignorant und der Wahnsinnige von Thomas Bernhard, Regie: Philip Tiedemann
- 2002: Zigarren von Franz Wittenbrink, Regie: Franz Wittenbrink

### Festspiele Reichenau
- 2004: Der Kirschgarten von Anton Tschechow, Regie: Maria Happel
- 2005: Jacobowsky und der Oberst von Franz Werfel, Regie: Maria Happel
- 2006: Lulu von Frank Wedekind, Regie: Maria Happel
- 2008: Der Zerrissene von Johann Nepomuk Nestroy – Madame Schleyer – Regie: Maria Happel
- 2009: Strudlhofstiege von Heimito von Doderer – Kammersängerin Wett, Frau Rack – Regie: Maria Happel
- 2010: Der Weg ins Freie von Arthur Schnitzler, Regie: Maria Happel

### Vereinigte Bühnen Graz
- 2000: Piaf von Pam Gems, Regie: Maria Happel

### Andere
- 2006: Die Dreigroschenoper von Bertolt Brecht – Spelunkenjenny – Regie: Klaus-Maria Brandauer, im Berliner Admiralspalast
- 2007: Die Habsburgischen von Christian Kolonovits und Michaela Ronzoni – Maria Theresia im MuseumsQuartier, Vereinigte Bühnen Wien

## Hörspiele
- 1992: Die Hexe von Isaac Bashevis Singer
- 1996: Die Schlacht um Wien von Peter Turrini
- 1996: Kunst der Liebe von Wilhelm Pevny
- 1996: Der Mund des Intimen von Peter Pessl
- 1997: Perfekte Partner von Jakov Lind
- 1998: Pop-Corn von Tiziano Scarpa
- 1998: Desert Blues von Bill Albert
- 1998: Indigenous People – Bedrohte Völker von Petschinka
- 1999: Morgengrauen von Irene Wonisch, Edmund Behrendt
- 2001: Gräfin Cosel (Marschallin Bielinska) von Józef Ignacy Kraszewski – Regie: Walter Niklaus (Hörspiel (5 Teile) – MDR)
- 2002: Nono, Zickzack-Kind von David Grossmann
- 2003: Ein Brief von Hanny Porter von Thor Kunkel
- 2003: Vier Tage im Leben von Dessie Banks von Edna Walsh
- 2004: Don Schote und Rasinante von Birgit Schwaner
- 2004: Inland von Peter Wagner
- 2004: Monsterwasser von Ernst Molden
- 2004: Insektarium von Gert Jonke
- 2005: Insektarium 2 von Gert Jonke
- 2005: Wasserstand. Ein Seestück zum Hören von Inge Fasan
- 2005: Zweite Violine von Dorothea Lachner
- 2005: Ein Sommer, damals von Don Haworth
- 2007: Klinik unter Almen von René Freund
- 2008: Vier Juden auf dem Parnass von Carl Djerassi
- 2010: Lew Tolstoi: Und das Licht scheint in der Finsternis, Regie: Elisabeth Panknin, Bearbeitung: Gerhard Ahrens, (Hörspiel – DLF)
- 2012: Maria Happel: Das Schnitzel ist umbesetzt – Was bisher geschah... (Hörbuch), Mono Verlag, Wien, ISBN 978-3-902727-20-6
- 2013: Angelika Hager: Adieu, Fortpflanz. Wie man als Mutter richtig versagt. (Hörbuch), Mono Verlag, Wien, ISBN 978-3-902727-36-7
- 2015: Ich bin Couscous Crème Fraiche von Iris Maria vom Hof

## Filmografie (Auswahl)
- 1984–1985: Hallo Spencer (22 Folgen)
- 1993: Ein Mann für jede Tonart
- 1997: Lukas, Staffel 2, Folge 10 (Schwestern)
- 1998: Lukas, Staffel 3, Folge 1 (Theo Alaaf)
- 1999: Lukas, Staffel 4, Folge 1 (Mensch, möbel dich auf!)
- 1999: Die Braut
- 2000: Anna Wunder
- 2001: Die Manns – Ein Jahrhundertroman, Folge 1
- 2002: Ich liebe dieses Land
- 2002: Girl Friends: Das Leben ist kein Wunschkonzert
- 2004: SK Kölsch: Familienbande
- 2006: Die Familienanwältin (7 Folgen)
- 2006: Ich bin die Andere
- 2007: Tatort – Unter uns
- 2009: Klimawechsel (6 Folgen)
- 2009: Tatort – Architektur eines Mordes
- 2009: Berlin 36
- 2010: Aufschneider
- 2010: Die Friseuse
- seit 2010: SOKO Donau (SOKO Wien)
- 2013: Der fast perfekte Mann
- 2014: Alles inklusive
- 2018: Stadtkomödie – Geschenkt
- seit 2018: Dennstein & Schwarz (Fernsehreihe)
  - 2018: Sterben macht Erben
  - 2019: Pro bono, was sonst!
  - 2020: Rufmord
- 2019: Die Goldfische
- 2019: Schwester Courage – Anna Bertha Königsegg und ihr Widerstand gegen das NS-Regime (TV-Dokudrama, Regie: Klaus T. Steindl)
- 2022: Freibad (Regie: Doris Dörrie)
- 2024: Chantal im Märchenland

## Auszeichnungen
- 1999: Kainz-Medaille
- 2003: Nestroy-Theaterpreis als Beste Schauspielerin
- 2004: ORF Hörspielpreis in der Kategorie Schauspieler/-in des Jahres
- 2014: Nestroy-Publikumspreis
- 2016: Verleihung des Berufstitels Kammerschauspielerin[12]
- 2021: Romy in der Kategorie Beliebteste Schauspielerin Serie/Reihe
- 2022: Österreicherin des Jahres in der Kategorie Kulturerbe[13]